# The Grinder
The Grinder è una serie televisiva statunitense, trasmessa per una sola stagione dal 29 settembre 2015 al 10 maggio 2016 su Fox.

## Trama
Dean Sanderson ha trascorso otto stagioni interpretando il ruolo principale nel legal drama di successo "The Grinder". Di fronte a un bivio, Dean decide di tornare nella sua città natale e unirsi allo studio legale di famiglia pur non avendo una formazione, nessuna certificazione, una licenza per esercitare, né esperienze in un vero tribunale. Al contrario, suo fratello Stewart è un vero avvocato e pronto per prendere in mano le redini dello studio. Dean non ci mette molto a influenzare con i suoi drammi da attore la vita di quest'ultimo, della cognata (e suo ex interesse amoroso) Debbie, dei nipoti Lizzie ed Ethan e del padre Dean Sr., a capo dello studio. Pur non andando d'accordo, col tempo Dean e Stewart si rendono conto che, quando smettono di discutere e fanno fronte comune in tribunale, formano una squadra formidabile.

## Episodi
| Stagione       | Episodi | Prima TV USA | Prima TV Italia |
| -------------- | ------- | ------------ | --------------- |
| Prima stagione | 22      | 2015-2016    | 2016            |

## Personaggi e interpreti

### Personaggi principali
- Rob Lowe è Dean Sanderson, un attore che ha interpretato il ruolo dell'avvocato Mitch Grinder nello show televisivo The Grinder.
- Fred Savage è Stewart Sanderson, il fratello di Dean, che è un avvocato nella vita reale..
- Mary Elizabeth Ellis è Debbie Sanderson, la moglie di Stewart.
- William Devane è Dean Sanderson, Sr., padre di Dean e Stewart, nonché capo dello studio legale dove Stewart lavora.
- Natalie Morales è Claire, un nuovo socio dello studio legale Sanderson & Yao.
- Hana Hayes è Lizzie Sanderson, figlia quindicenne di Stewart e Debbie.
- Connor Kalopsis è Ethan Sanderson, figlio tredicenne di Stewart e Debbie